# 온라인 뱅킹

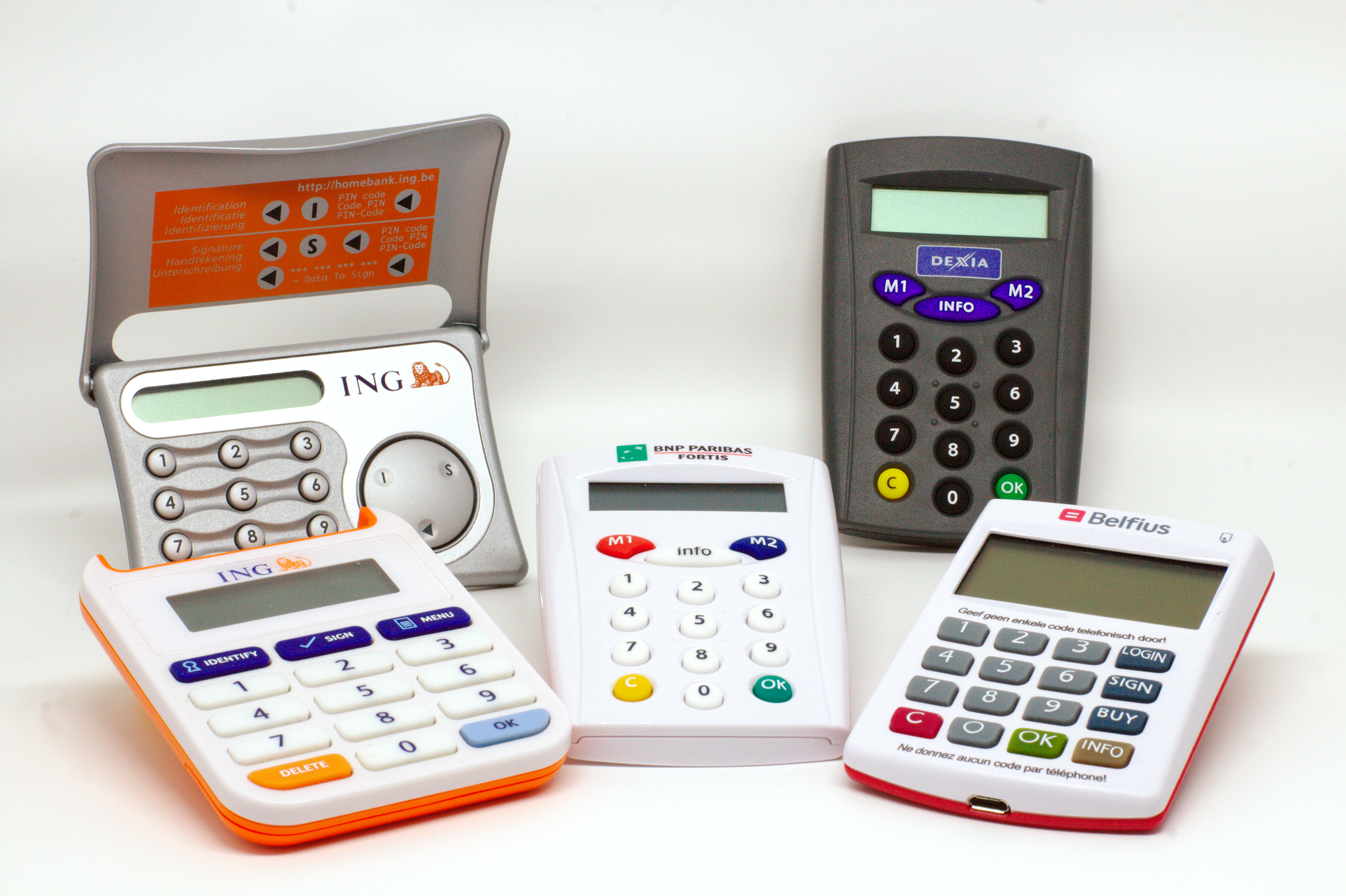
온라인 뱅킹용 보안 토큰 기기.

온라인 뱅킹(online banking)은 전자 금융의 일종으로 인터넷 회선을 이용하여 은행과 사용자 간의 금융 업무를 처리하는 금융 시스템이다. 대한민국에서 자주 쓰이는 낱말인 인터넷 뱅킹(internet banking), 홈 뱅킹(home banking, 문화어: 가정은행업무)은 온라인 뱅킹의 유의어다. 참고로, 디지털 뱅킹(digital banking)은 온라인 뱅킹의 일부이자 유의어다.

## 신청 방식

### 대한민국
- 은행 창구에서 신청할 수 있다. 하지만, 일부 상호저축은행은 인터넷뱅킹이 되지 않는다.
  - IC칩 뱅킹의 경우는 2G폰에서 가능하며 IC칩을 발급받아야 한다.
  - USIM칩 뱅킹의 경우는 3G폰에서 가능하며 금융거래가 가능한 USIM칩이 있어야 한다.
  - VM뱅킹의 경우는 별도의 프로그램을 설치하면 된다.
- 일반적으로 만 14세 이상이면 혼자서 가입이 가능하다.

## 기능
온라인 뱅킹 솔루션에는 수많은 기능이 있지만 전통적으로 그 일부는 응용 프로그램에 특화되어 있다.
공통 기능은 아래와 같이 나뉜다.
- 거래 (계좌 이체, 청구, 새 계좌 만들기 등의 금융 거래 수행)
  - EBPP
  - 지로
  - 투자 판매
  - 대부금
- 비거래 (대화, 온라인 명세서, 수표 연결)
  - 은행 명세서
- 금융사 관리
- ASP/호스팅 관리

비즈니스 뱅킹에 특화된 기능은 다음과 같다.
- 다양한 권한을 가진 여러 명의 사용자 지원
- 거래 승인 과정
- 온라인 송금

인터넷 뱅킹에 특화된 기능은 다음과 같다.
- 개인 금융 프로그램(마이크로소프트 머니, 퀵센, 터보텍스와 같은)에 데이터를 가져오는 등의 개인 금융 관리 지원.

## 보안

### 매체
보안매체는 2가지가 필요하다.

1. 인증서
- 공동인증서
  - 은행,카드,보험용
  - 범용
- 금융인증서

2. 비밀번호
- 보안카드
  - 8~10자리의 일련번호와 4자리의 숫자 여러 개가 있다.
  - 사용시에는 4자리 숫자중 임의의 항목의 앞자리 2개, 앞과 다른 항목의 뒷자리 2개 숫자를 입력해야 한다.
  - 서로 다른 금융기관마다 하나씩 있어야 하지만 발급수수료가 없거나 저렴하다.
- OTP(일회용 비밀번호)생성기
  - 버튼을 누르면 6자리의 숫자가 나오는 이벤트성 생성기와 아무런 입력이 없어도 1분마다 서로 다른 6자리의 숫자가 나오는 시간동기형 생성기가 있다. 또 비밀번호를 눌러야 하는 생성기도 있다.
  - HSBC를 제외한 서로 다른 은행, 증권사 간에도 하나의 기기로 사용할 수 있지만 발급수수료를 받는다.
  - 금융기관에서 가장 권장하는 보안매체이다.

### 사기
온라인 뱅킹은 온라인 상에서 거래하는 것이므로 사기에 취약하다.
- 피싱

피싱은 사람과 정보를 낚시질하듯 빼낸다는 뜻으로 유명기관을 사칭해서 "비밀번호를 바꿔라", "개인내역을 확인하라" 이런 식으로 전자 메일을 보내며 전자 메일에 첨부된 인터넷 주소를 클릭하면 실제 사이트와 똑같은 위장 홈페이지에 접속하게 되고, 위장 사이트에서 계좌번호, 비밀번호를 비롯한 금융 관련 정보나 개인 정보를 노출시키게 된다. 이렇게 빠져나간 정보는 나중에 금융 사기에 이용될 수 있다.
- 파밍

파밍은 피싱보다 발전된 사기 수법으로 트로이목마와 같은 바이러스를 몰래 설치해 제대로 된 주소를 입력해도 피싱 사이트로 이동시킨다.

### 호환성

##### 대한민국
대한민국에서는 보안을 위해 온라인 뱅킹 사이트에 해킹 방지 프로그램같은 보안 솔루션에 의지하며, 강제로 설치할 것을 요구한다. 하지만 이는 근본적인 보안 문제의 해결책이 되지 않을뿐더러 현재 대한민국에 나온 모든 보안 솔루션은 마이크로소프트 윈도우에 맞게 작성되어 맥 오에스 텐을 비롯한 다른 운영 체제에서 접속을 시도할 경우 액티브엑스에 가로막혀 온라인 뱅킹을 이용할 수 없다. 일부는 개선을 하고 있지만 아직도 절반 이상이 다른 운영체제에서의 접속을 지원하지 않는다.

##### 대한민국 이외의 지역
대한민국을 제외한 다른 나라에서는 윈도우에서만 돌아가는 액티브엑스 솔루션에 의지하지 않고 https 프로토콜 사용 등을 비롯한 별도의 보안 솔루션을 채택하고 있다.

## 안전하게 거래하는 요령
대한민국 금융감독원은 교묘해지고 늘어나는 온라인 뱅킹 사기를 막기 위한 안전하게 거래하는 7가지 요령을 제시했다.
1. 잔액조회부터 온라인 뱅킹 사이트를 모방한 피싱 공격에 속지 않으려면 잔액을 먼저 조회할 것. 피싱 사이트는 잔액조회가 되지 않는다.
2. 비밀번호는 서로 다르게 설정할것. 인터넷 사이트 회원으로 가입할 때 설정한 비밀번호와 공인인증서, 계좌ㆍ카드 비밀번호는 다르게 설정할 것.
3. 공인인증서는 이동식 저장장치에 별도로 보관할 것. 최근 공인인증서를 인터넷 편지보관함에 보관해 두었다가 1억 5,000여 만원이 부정 이체되는 황당한 사고가 발생했다. 공인인증서는 이동식 저장장치에 따로 보관하는 것이 안전하다.
4. 자동 업데이트 기능을 설정하면 해킹 공격을 예방해 주는 보안 프로그램의 패치를 할 수 있다.
5. 문자서비스를 활용할것. 전자금융거래 이용내역을 실시간으로 알려주는 휴대폰 문자서비스를 이용하면 피해를 바로 파악할 수 있다.
6. 인터넷 사이트에서 신용에 관계 없이 즉시 대출을 해준다는 등 상식 수준 이상의 조건을 제시하는 경우 특히 조심해야 한다. 이런 경우 사기일 가능성이 높은 만큼 금융회사의 콜센터 등에 직접 연락해 확인해야 한다.
7. 최근 국세청,  신용카드사, 국민건강보험공단, 국민연금공단, 한국전력 등을 사칭하여 전화를 건 뒤 범칙금이라든가, 세금, 보험료, 국민연금, 신용카드 대금 따위의 환급이라든가, 미납, 연체를 핑계로 계좌 예금을 가로채는 사례가 늘고 있다. 정상적인 거래의 경우 비밀번호를 절대 요구하지 않는다는 사실을 기억해 둘 것.

## 같이 보기
- 비접촉 결제
- 다이렉트 뱅크
- 자유-오픈 소스 소프트웨어
- 모바일 뱅킹
- 온라인과 오프라인
- 오픈 뱅킹
- 텔레뱅킹